# Alberto Floriani
Alberto Floriani è un personaggio della serie a fumetti italiana Diabolik, apparso per la prima volta nel quarto numero della prima serie, edito dall'Astorina nell'aprile del 1963.

## Storia
Il dottor Alberto Floriani è un neuro-psichiatra di Clerville.
Nella clinica in cui lavorava, si è innamorato della sua paziente Elisabeth Gay, ricoverata in seguito ad uno shock dopo essere stata abbandonata da Diabolik, con cui era fidanzata.
Diabolik, deciso a vendicarsi dopo che Elisabeth lo aveva denunciato alla polizia, finge di uccidere Alberto, portando la giovane donna alla pazzia.
In seguito Alberto ed Elisabeth si sposano, e quando Elisabeth cattura Diabolik per vendicarsi, è Alberto a salvare la vita del pericoloso criminale. Elisabeth finisce nuovamente in ospedale psichiatrico, quando ne esce Alberto la porta a vivere nella Repubblica del Bowanda, luogo di origine della madre di Alberto, dove lui apre una clinica che chiama "Villa Elisabetta".
Vittima di un incidente stradale nel quale è rimasto orribilmente sfigurato, Alberto si sottopone ad una plastica facciale per diventare uguale all'ispettore Ginko, divenuto l'idolo di Elisabeth. Alberto verrà poi ucciso per un tragico errore dalla stessa Elisabeth, convinta di avere davanti Diabolik.

## Continuità
Alberto Floriani è forse l'unico personaggio dell'universo di Diabolik ad avere sia nome che cognome esplicitamente italiani. Nelle avventure del Re del Terrore, i comprimari hanno la particolarità di avere nome italiano e cognomi che sembrano mutuati da altri paesi europei. Floriani, tuttavia, apparve nel quarto numero, quando ancora le storie erano ambientate nella Francia del sud e lui stesso si presenta come medico italiano, e quindi, per essere coerenti, nelle sue successive apparizioni, quando ormai il mondo fantapolitico di Diabolik era stato ben delineato, il suo nome è rimasto inalterato, anche se non si è più fatto riferimento alla sua origine italiana.

## Apparizioni

### Diabolik
- Atroce vendetta (1/4/1963)
- Nel tunnel della pazzia (1/8/1995)

### Il Grande Diabolik
- Il volto dell'odio (15/7/2006)
- L'arresto di Diabolik: il remake (2012)